# گروهان
گروهان یگانی نظامی که از چند دسته تشکیل شده است
گروهان معمولاً از ۷۰ تا ۲۰۰ سرباز را در بر می‌گیرد. فرماندهِ یک گروهان، معمولاً درجهٔ سروانی دارد. هر گروهان خود معمولاً به سه تا شش دسته (پاگان) بخش می‌گردد. چند گروهان با هم تشکیل یک گردان می‌دهند.